# Rostasejtek
A rostasejtek (Cellulae ethmoidales) szivacsszerű üregrendszert alkotnak az orrüreg felső része és a szemgödör között. Kivezető nyílásai a középső és felső orrjáratba vezetnek. A szemgödörrel van közeli anatómiai kapcsolatban, betegségei oda terjedhetnek. Felfelé beterjednek a homlokcsont pars orbitalisába, előrefelé a könnycsont alá, néha hátra az ékcsont testébe és a szájpadcsont függőleges lemeze felső részébe is. Hátsó csoportjuk a felső orrjáratba, elülső csoportjuk a hiatus semilunaris középső részébe nyílik a bulla ethmoidalis alsó oldalán. Valamennyi orrmelléküreg nyálkahártyával bélelt, és légterük az orrüregével közlekedik.

## Képek

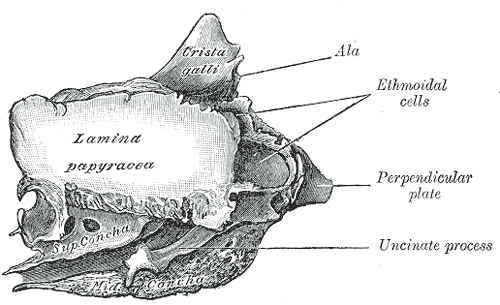
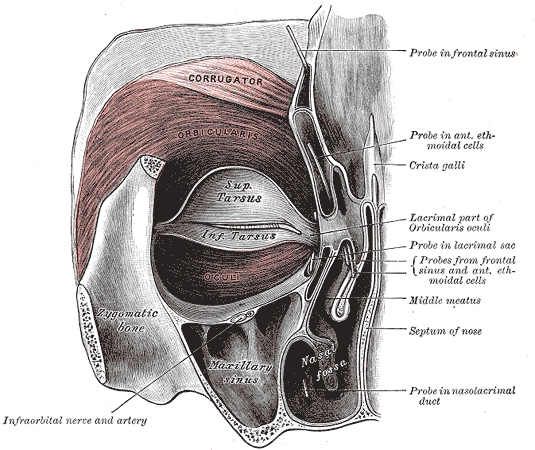
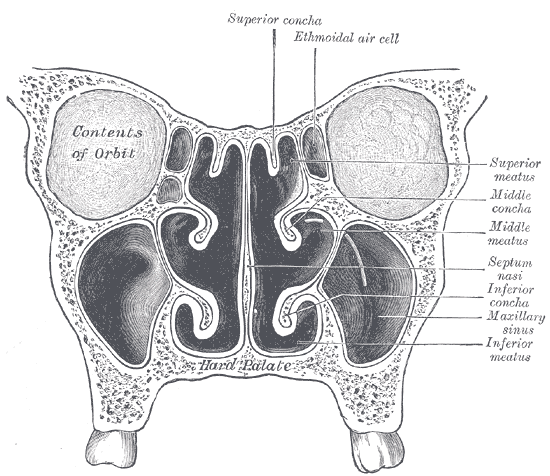
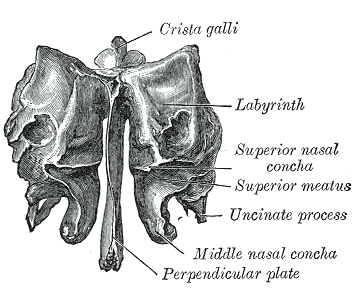

## Kapcsolódó szócikk
- Orrmelléküregek